# Amtsgericht Neukirchen beim Heiligen Blut
Das Amtsgericht Neukirchen beim Heiligen Blut war ein von 1879 bis 1973 bestehendes Amtsgericht in Neukirchen b.Hl.Blut in Bayern. 

## Geschichte
Das Landgericht Kötzting wurde im Jahr 1803 errichtet und war auch für Neukirchen beim Heiligen Blut zuständig. Mit Wirkung vom 1. Juli 1862 wurde das Bezirksamt Kötzting als reine Verwaltungsbehörde eingerichtet, die bis dahin bestandene Verflechtung von Rechtspflege und Verwaltung im unteren Verwaltungsbereich wurde aufgehoben. Die Zuständigkeit des Landgerichtes (als Justizbehörde) wurde auf zwei Landgerichte aufgeteilt: Kötzting mit 30 Gemeinden und Neukirchen b.Hl.Blut mit 16 Gemeinden. Als Eingangsinstanz der niederen Gerichtsbarkeit wurden die Landgerichte 1879 durch das Gerichtsverfassungsgesetz reichseinheitlich in Amtsgericht umbenannt. Das Amtsgericht Neukirchen beim Heiligen Blut gehörte ab 1879 zum Landgerichtsbezirk Straubing. Im Jahre 1932 wurde es dem Landgerichtsbezirk Regensburg zugeordnet. Es wurde zum 1. Juli 1973 in das Amtsgericht Cham integriert und aufgelöst.

## Gebäude
Das ehemalige Amtsgerichtsgebäude am Marktplatz 2, ein dreigeschossiger Walmdachbau mit seitlichen zweigeschossigen Anbauten und Pilastergliederungen von 1862/1863, ist heute Rathaus.